# 加藤壹康
加藤 壹康（かとう かずやす、1944年11月24日 - ）は、日本の実業家。

## 経歴
静岡県静岡市出身。1964年、静岡県立静岡高校卒業。1968年、慶應義塾大学商学部を卒業し、同年、キリンビールに入社。アメリカのマサチューセッツ工科大学での留学とアメリカでの勤務を経て、北海道支社長、九州支社長、取締役、酒類営業本部長、常務を経て、2006年に代表取締役社長に就任し、翌年にはキリンホールディングスの代表取締役社長に就任した。社長在任時には、協和発酵の子会社化と東南アジアとオセアニアにおける大型買収を行った。2010年から2012年までに会長を務めた。2024年、旭日中綬章受章。

## テレビ出演
- 日経スペシャル カンブリア宮殿 「真のNo.1企業とは？」（2007年4月9日、テレビ東京）- キリンビール 社長として出演[9]。